# Parafia św. Jadwigi Królowej w Dąbrowie Górniczej
Parafia Świętej Jadwigi Królowej w Dąbrowie Górniczej – rzymskokatolicka parafia położona w dekanacie dąbrowskim – św. Antoniego z Padwy, diecezji sosnowieckiej, metropolii częstochowskiej.

## Historia parafii
Erygowana 25 maja 1985 roku przez bp. Stanisława Nowaka, Pierwszym proboszczem został ks. Bronisław Chaładyn. W 1985 przystąpiono do budowy kościoła. Świątynia została konsekrowana 2 października 2005 roku przez bp. Adama Śmigielskiego.

## Zasięg parafii
Ulice: Al. Piłsudskiego (numery parzyste 12, 14, 16, 18, 20, 22, 30,32, 34, 36), Długa (nr 1 i 3), Leśna (nr 3, 5, 7).